# Station Niedernhausen
Station Niedernhausen is een voorstadsstation in de Duitse plaats Niedernhausen in de nabijheid van Frankfurt am Main. Het station werd in 1877 geopend.